# Чаморро (народ)
Чамо́рро (чамор. Estorian Chamoru, англ. Chamorro) — коренные жители острова Гуам. 
Численность — 147 798 (2010), из них 16 тыс. проживают на других Марианских островах. Близки маршалльцам.

## История

### Испанское правление
В 1521 году на Марианских островах появились испанцы, это были первые острова, которые увидел Магеллан в Тихом океане. Он их назвал Воровскими, видимо потому, что на личную собственность у островитян были свои взгляды. Спустя столетие начались испано-чаморрские войны, население было истреблено: численность упала со 100 до 3 тысяч. В настоящее время чаморро — метисы от браков с филиппинцами, японцами, испанцами и мексиканцами.
В ноябре 1817 года Гуам посетил русский путешественник Отто Евстафьевичем Коцебу в ходе кругосветного плавания на бриге «Рюрик». К тому времени на острове оставалась только одна семья чаморро, остальные были либо уничтожены, либо бежали на Каролинские острова. Для возделывания земли, испанцы переселили на остров филиппинцев и индейцев из Мексики.

## Язык
Язык чаморро относится к австронезийской семьи языков и, помимо своих исконных слов, содержит большое число испанских.

## Быт и хозяйство
Как и палау, чаморро относят к переселенцам с Филиппин, отличая их от других микронезийцев. Доводы: сходство древней керамики (марианская красная керамика), возделывание риса, уникальное для Океании, латте — древние мегалиты.
Основа хозяйства — подсечно-огневое земледелие, выращивание ямса, риса, бананов, кокосовой пальмы, тростника. Дополнительно — садоводство, рыболовство. В пищу употребляют также мясо черепах, летучих мышей. Для ловли рыбы используются сети, катамараны с треугольным парусом. Традиционные орудия в сельском хозяйстве — палка, каменная мотыга. Полевые работы — мужские.
Жилище — у вождей дома свайные, у простого народа — хижины из листьев. Традиционная одежда — один пояс из листьев, в дожди — накидка из листьев. Сейчас — обычная европейская одежда и дома европейского типа.
Род — матрилинейный. Несколькими деревнями руководил вождь. Существовали дома холостяков. Выделялось три сословия: матуа, старшие вожди, атчаот, младшие вожди и мангат-чанг, простолюдины. Женщины имели высокий статус, участвовали в советах. Девушки пользовались добрачной свободой.
Из прежних традиций сохранилась лишь часть — песни (чаморрита), ремесла — плетение и украшения из раковин, жевание бетеля. Прежде был культ предков и почитание черепов предков. Современные чаморро работают по найму, в том числе и на военных базах США.

## Известные представители народа
- Кепуха (+ 1669) — великий вождь чаморро, первый высокопоставленный представитель народа чаморро, принявший католицизм. В Хагатне находится его памятник.
- Пиа Миа — американская певица, автор песен и модель из Гуама.
- Зак Баннер — профессиональный футболист, выступающий на позиции тэкла нападения в клубе НФЛ «Питтсбург Стилерз».